# Amédée Ier de Genève
Pour les articles homonymes, voir Amédée de Genève et Amédée Ier.
Amédée Ier de Genève (Amadeus de Gebennis), né vers 1100 et mort en juin 1178, est comte de Genève de 1128 à 1178. Il est le fils de Aymon ou Aimon Ier, comte de Genève, et de dame Ita ou Ida.

## Biographie

### Origine
Amédée de Genève naît à une date inconnue. Le site Internet de généalogie Foundation for Medieval Genealogy (FMG) propose vers 1100/1110. Il est le fils d'Aymon Ier, comte de Genève, et d'It(t)a ou Ida,, probablement une fille d'un premier mariage de Louis Ier, seigneur de Faucigny, ou de la famille de Glâne,. Pierre Duparc relevait, dans son ouvrage sur le comté de Genève, « L'origine de sa femme Ita reste encore inconnue ; il ne semble pas en particulier qu'elle soit issue de la famille de Faucigny, ni de celle de Glâne ». Il a deux aînés, Gérold et Lecerina / Laure.

### Règne

D'argent à la bande d'azur accompagnée de deux lions du même
Amédée Ier « prit pour armoiries souveraines les armes mêmes de Zähringen »,,.

Amédée de Genève succède à son père vers 1128,. Amédée, soumis au accord de Seyssel de 1124, tente toutefois de recouvrir son autorité sur la ville et le territoire. Ces diverses actions et tentatives rencontrent la résistance de l'évêque de Genève, Ardutius de Faucigny, un parent, qui dénonce ces abus. Le 21 février 1156, une confirmation est à nouveau proclamée lors de la convention de Saint-Sigismond (Saint-Simon),,,,. Le comte de Genève semble « [obtenir] tout de même quelques concessions » dont son accord pour la mise en servage ou encore le bénéfice de dîmes.
Lors de la guerre de succession, après 1127, du comté de Bourgogne, il soutient Renaud III contre Conrad de Zähringen, et entreprend alors une politique de fortification. C'est au cours de cette période, qu'il inaugure une politique d'extension dans le pays de Vaud, appartenant à la juridiction de l'évêque de Lausanne, s'emparant du château de Lucens et semble en faire construire un dans la région. Il s'oppose ainsi à son oncle Gérold de Faucigny, évêque de Lausanne. L'abbé de Clairvaux, Bernard, semble intervenir pour mettre fin au conflit entre ces seigneurs.
Malgré l'accord de Saint-Simon de 1156, l'empereur, Frédéric Barberousse, apporte son soutien au duc Berthold IV de Zähringen en lui donnant le vicariat impérial et ainsi la main sur les évêchés de Genève, Lausanne et Sion,. Amédée obtient l'année suivante le droit, perdu par ses ancêtres, de nommer l'évêque de la ville. C'est à cette période qu'il choisit le blason de Zähringen,. Face aux nouvelles tentatives de prise d'influence du comte, l'archevêque de Vienne reprend les sanctions appliquées contre Aymon en excommuniant Amédée et en plaçant sous interdit le comté. L'anti-pape Victor IV soutient la démarche. Pierre Duparc souligne que « ces sanctions et ces menaces ecclésiastiques eurent peu d'effet. » L'évêque de Genève Ardutius porte alors plainte devant la cour impériale. Le 7 septembre 1162, l'empereur rend son verdict en cassant les donations qu'ils avaient faites au duc de Zähringen et proclame que seul l'évêque possède les droits dans la ville et son diocèse et que le duc et le comte Amédée devaient rendre l'ensemble des confiscations.
Amédée semble accompagner le comte Humbert III de Maurienne en Angleterre pour la signature d'une traité avec le roi Henri II.

### Donations
En dehors des conflits contre le diocèse de Genève, le comte Amédée de Genève poursuit la politique de dons faits aux établissements monastiques, entamée par ses prédécesseurs, sans distinction des ordres et dans l'ensemble des territoires autour de leurs possessions.
Sous l'impulsion de l'archevêque, Pierre de Tarentaise, il donne ainsi, vers 1132, une forêt et une rentre aux moines de Tamié, nouvellement installés, à la frontière avec le comté de Savoie,,. Les bénédictins de Saint-Oyen ou Saint-Oyand de Joux ou encore de Saint-Claude voient leurs droits confirmés, « moyennant quelques cadeaux ». Toujours dans le Jura, le comte donne aux Chartreux d'Oujon des droits. Vers 1139 et 1142, c'est l'abbaye d'Hauterive, dans la région de Fribourg, qui obtient divers dons,,. L'abbaye de Montheron, à Lausanne, obtient une terre et des droits en 1141, ainsi que les terres du seigneur de Boulens. L'abbaye d'Abondance, dans le Chablais voisin, reçoit des pâturages en 1153,. L'acte mentionne l'abbé, Borcard, un parent et indique que ce don est fait pour l'âme de ses parents, ainsi que de son frère.  En 1162, Haut-Crêt dans le pays de Vaud reçoit des terres, et en 1176, on trouve une donation avec son fils à l'abbaye de Bellelay, située dans la partie du Jura bernois de l'évêché de Bâle.
Il semble que par ses donations, il puisse être considéré comme étant à l'origine de la fondation de la chartreuse de Pomier vers 1170,. Au cours de cette période, c'est la chartreuse d'Oujon, dans le Jura, qui reçoit des droits de pâturage. L'abbaye de Chézery reçoit également de nombreuses terres, laissant à penser que le comte Amédée soit à l'origine de la fondation plutôt que le comte Amédée III.
Enfin, l'année de son décès, en 1178, il fait don aux chanoines du chapitre de la cathédrale de Genève des vignes et de la dîme perçue à Bossey.

### Fin de règne et succession
Le comte Amédée meurt le 26 juin 1178, selon l'obituaire de l'église de Saint-Pierre,,. Le site FMG propose le 28 juin 1178, selon le Lausanne Necrology (p. 153). Les auteurs du Régeste genevois (1866) font observer que deux actes de l'année 1178 mentionnent le comte mais qu'un troisième daté d'août ne semble pas le désigner dans un hommage à l'abbaye de Saint-Maurice pour des fiefs,,.
Amédée de Nangy est exécuteur testamentaire. Guillaume de Genève succède à son père en juin 1178, il est connu sous le nom de Guillaume Ier,.

## Famille
Vers 1131, il épouse une Mathilde de Cuiseaux (? - vers 1137),  avec qui il aura un fils, Guillaume Ier (1132 - 1195), qui succède à son père de 1178 à 1195,. Sur l'origine de Mathilde, l'historien spécialisé du comté de Genève, Pierre Duparc, relève « dont on ignore l'origine » annotant qu'elle était peut être de la famille de Neuchâtel. Certains auteurs donnent, comme par exemple Michel Germain, Mathilde de Gex, fille de Ponce, de Cuiseaux ou plutôt Mathilde de Cuiseaux, fille d'Hugues Ier de Cuiseaux (le frère du précédent), seigneur de Clairvaux.
En secondes noces, il épouse avant 1147, une fille issue de la famille de Domène,, probablement Béatrix, fille de Pierre Ainar ou de Guigue Ainard de Domène. Ils ont trois enfants, selon Duparc. Le premier enfant est une fille connu sous le nom de « Comtesson » ou « la comtesse » de Genève (1155-?), qui épouse Henri, seigneur de Faucigny,. Un second fils, Amédée (avt 1153-1210-11) sera à l'origine de la branche de Gex (apanage de Gex),, sous le nom d'Amédée Ier. Enfin, une dernière fille, Béatrice (?), qui épouse Ebal IV de Grandson, parents du futur évêque de Genève Aymon.